# كاري براون (بائعة هوى)
كاري براون (بالإنجليزية: Carrie Brown)‏ هي بائعة هوى ‏ أمريكية، ولدت في 1834، وتوفيت في 24 أبريل 1891.